# In plurimis
In plurimis é uma encíclica do Papa Leão XIII, de 5 de maio de 1888, endereçada ao episcopado do Brasil, escrita para promover ações contra a escravidão, consideradas contra a natureza.
O papa Leão XIII, sempre preocupado com a questão social, enfatiza a liberdade pregada pelo cristianismo; e entre as práticas modernas de escravidão, ele lembra o tráfico de negros, que permaneceu acima de tudo em detrimento dos etíopes nos países de maioria muçulmana do nordeste da África.

## Contexto Histórico
No século XIX, testemunhamos a progressiva abolição da escravidão nas nações americanas. Na Hispanoamérica, esse processo se entrelaçou com a luta pela independência, como ocorrera em outros países anteriormente.
No entanto, no Brasil, a abolição da escravidão só ocorreu em 1888. Isso se deveu, em parte, à extensão da escravidão que os grandes proprietários de terra consideravam necessária para suas fazendas, bem como à maneira como a independência do Brasil ocorreu em 1825, liderada pelo príncipe Pedro.
A primeira medida legal brasileira voltada para a abolição da escravidão foi a conhecida "Lei do Ventre Livre", promulgada em 28 de setembro de 1871, que determinou a libertação de todos os filhos de escravos nascidos no Brasil.
A escravidão no Brasil foi finalmente abolida em 13 de maio de 1888, através da chamada "Lei Áurea", na qual a princesa Isabel do Brasil desempenhou um papel crucial, pois foi encarregada de sancionar a lei na ausência de seu pai, o imperador D. Pedro II.
No entanto, vale ressaltar que, embora esses eventos tenham sido citados na encíclica como fatores contribuintes, eles servem principalmente como contexto para destacar a mensagem fundamental da Santa Sé: a necessidade urgente de acabar com a escravidão e o comércio de escravos.
Na verdade, a encíclica reproduz na íntegra páginas de diversos memorandos sobre esse assunto que o cardeal Lavigerie havia entregue ao papa.
Esse foi um importante documento social da Igreja que, a partir de Leão XIII, aumentou cada vez mais sua preocupação com a questão social. Essa preocupação viria dar início à Doutrina Social da Igreja.

## Conteúdo
O papa aproveita uma felicitação recebida do Brasil por ocasião do quinquagésimo aniversário de seu sacerdócio para expressar seu desejo de abolir a escravidão:
"Entre as numerosas e calorosas manifestações de carinho que nos chegaram de quase todas as nações, todos os dias, em comemoração ao nosso feliz quinquagésimo aniversário de sacerdócio, uma em particular nos emociona, vinda do Brasil. Em homenagem a este evento jubiloso, muitos daqueles que sofrem sob o jugo da escravidão nos vastos territórios deste império foram libertados."
Essa atitude foi especialmente apreciada, pois refletia a vontade do povo brasileiro, apoiado pelo seu imperador. O papa explica que essa atitude está de acordo com a liberdade que Cristo conquistou para todos os homens e, por isso, é seu dever apostólico favorecer e promover todas as iniciativas que visassem suprimir o flagelo da escravidão.
Segundo o papa, essa situação é vista na história como mais uma consequência do pecado original e se desenvolveu mesmo entre povos culturalmente avançados, como os gregos e os romanos, como, por exemplo:
"Os escravos estão sujeitos ao poder dos senhores, e esse poder faz parte do direito das nações; de fato, podemos ver que, entre todos os povos, o direito de vida e morte sobre os escravos pertence igualmente aos senhores, e tudo o que o escravo faz pertence ao senhor." (Justiniano, Inst. 1. I. tit. 8. N.1, citado na encíclica).
Em contraste com essa concepção, o Evangelho promoveu a verdade da dignidade de todo ser humano, como São Paulo escreveu:
"Todos vocês são filhos de Deus pela fé em Cristo Jesus; pois todos os que foram batizados em Cristo se revestiram de Cristo. Não há judeu nem grego, não há escravo nem livre, não há homem nem mulher; pois todos vocês são um em Cristo Jesus" (Gálatas 3, 26-28, citado na encíclica).
O papa exorta os cristãos, sejam eles servos ou senhores, a viverem em suas relações mútuas as virtudes cristãs. Nesse contexto, é significativa a petição que Paulo faz a Filemom, para que receba fraternalmente Onésimo, o escravo que havia fugido de seu senhor.
A encíclica também menciona as lições dos Santos Padres sobre como agir diante da instituição da escravidão, citando São João Crisóstomo, Santo Ambrósio, São Clemente, São Gregório Magno, entre outros.
Essas lições também tiveram reflexos na legislação, ainda que tenham amenizado a severidade da escravidão. No final do século XV, quando a praga da escravidão já havia quase desaparecido entre os povos cristãos e os Estados buscavam fortalecer a liberdade evangélica e expandir seu domínio, a Santa Sé monitorou de perto os territórios recém-descobertos na África, Ásia e América.
Nesse sentido, atuaram os papas Pio II, Leão X, Gregório XVI e Paulo III, que declarou formalmente que todos os indígenas "podem usar, possuir e desfrutar livre e licitamente de sua liberdade e propriedades, não devendo ser reduzidos à servidão, e tudo o que tenha sido feito de outra maneira é nulo e sem valor".
O papa também cita na encíclica a preocupação com que os sumos pontífices, incluindo Urbano VIII, Bento XIV, Pio VII, defenderam a liberdade dos indígenas e condenaram o tráfico de escravos.
O papa observa como, mesmo nos tempos atuais, a escravidão ainda persiste e um abominável tráfico de escravos continua a ocorrer, referindo-se especificamente ao tráfico que ocorre na África Central, de onde os escravos são transportados e exportados através do Egito, Zanzibar e Sudão.
Isso o leva a exortar os missionários que lidam com essa situação a considerarem a vida e o trabalho de Pedro Claver, a quem concedeu recentemente uma glória especial.
Ele os incentiva a seguir o exemplo de Pedro Claver, que dedicou 40 anos ininterruptos ao serviço das miseráveis hordas de escravos negros, merecendo verdadeiramente o título de "Apóstolo daqueles a quem se consagrou", declarando-se seu servo perpétuo.
A encíclica conclui com a alegria pelo fato de que leis foram promulgadas no Brasil para admitir aqueles que ainda estavam em condição de escravidão na ordem e nos direitos dos cidadãos livres.
O papa vê isso como algo bom, auspicioso e saudável em si mesmo, confirmando a esperança de um futuro progresso civil e religioso. Ele exorta os bispos brasileiros a garantirem que tanto senhores quanto escravos sigam essas leis, mantendo a clemência em suas relações.